# Naja arabica
Naja arabica (лат.) — вид ядовитых змей семейства аспидов. Распространён на западе и юго-западе Аравийского полуострова.

## Внешний вид
Крупная змея общей длиной 110—150 см, в редких случаях достигая 190 см. Тело стройное, но крепкое, в сечении округлое. Хвост у самцов длинный, занимает 17—20 % общей длины. Голова крепкая, тупая, при взгляде сверху округлая. Глаза среднего размера, с чёрно-коричневой радужной оболочкой и круглыми зрачками, расположены по бокам головы. Шея слегка уже головы, но может уплощаться, становясь шире. Вокруг тела 19—21 гладких чешуй, расположенных в диагольные ряды (кроме внешних трёх рядов). Брюшных щитков 202—230, подхвостовых 62—80. Анальный щиток неразделённый. На голове по 2—3 предглазничных и заглазничных щитка, 7—8 верхнегубных (при этом третий увеличен) и 8—9 нижнегубных. Относится к переднебороздчатым змеям. Основной фон тела обычно от медно-коричневого до горчично-жёлтого. Голова, шея и хвост чёрные. Брюшная сторона тела от серой до чёрной. Реже встречаются особи оранжевой морфы с жёлтыми боками и головой и кремовым или жёлтым брюхом.

## Ареал
Распространена на западе и юго-западе Саудовской Аравии и Йемена, а также в южном Омане (Дофар).

## Образ жизни
Обитает в скалистых долинах и на склонах холмов в высокогорных регионах от 1000 м над уровнем моря (чаще от 1500 м). Держится около постоянных водоёмов. Активна днём и в сумерках. Питается земноводными, ящерицами, змеями, птицами и млекопитающими, которых убивает ядом. В марте—апреле самки откладывают около 20 яиц, из которых в мае—июне выходят детёныши. В случае опасности расширяет капюшон и громко шипит, совершая выпады. Яд содержит мощный нейротоксин. Укусы способны привести к острому респираторному дистрессу.

## Угрозы и охрана
Этих кобр отлавливают для извлечения яда и продажи в качестве экзотических питомцев. Большая часть выловленных из природы для извлечения яда кобр погибают в неволе из-за неправильного содержания. Многие змеи убиваются фермерами и деревенскими жителями. Численность популяции этого вида неизвестна. Несмотря на это, МСОП отнёс вид к категории «вызывающих наименьшие опасения».